# 日本肩関節学会
一般社団法人日本肩関節学会（にほんかたかんせつがっかい、英文名：Japan Shoulder Society、略語JSS）は、肩関節医学の進歩普及を図るため1974年に設立された。事務局をパレスサイドビル毎日学術フォーラム内に置いている。

## 主な事業
- 総会及び学術集会の開催、機関誌の刊行、日本国内外の関係学術団体との連絡および提携、優秀な業績の表彰など[1]。

## 機関誌
- 『肩関節』（The Shoulder Joint）